# 香林寺池

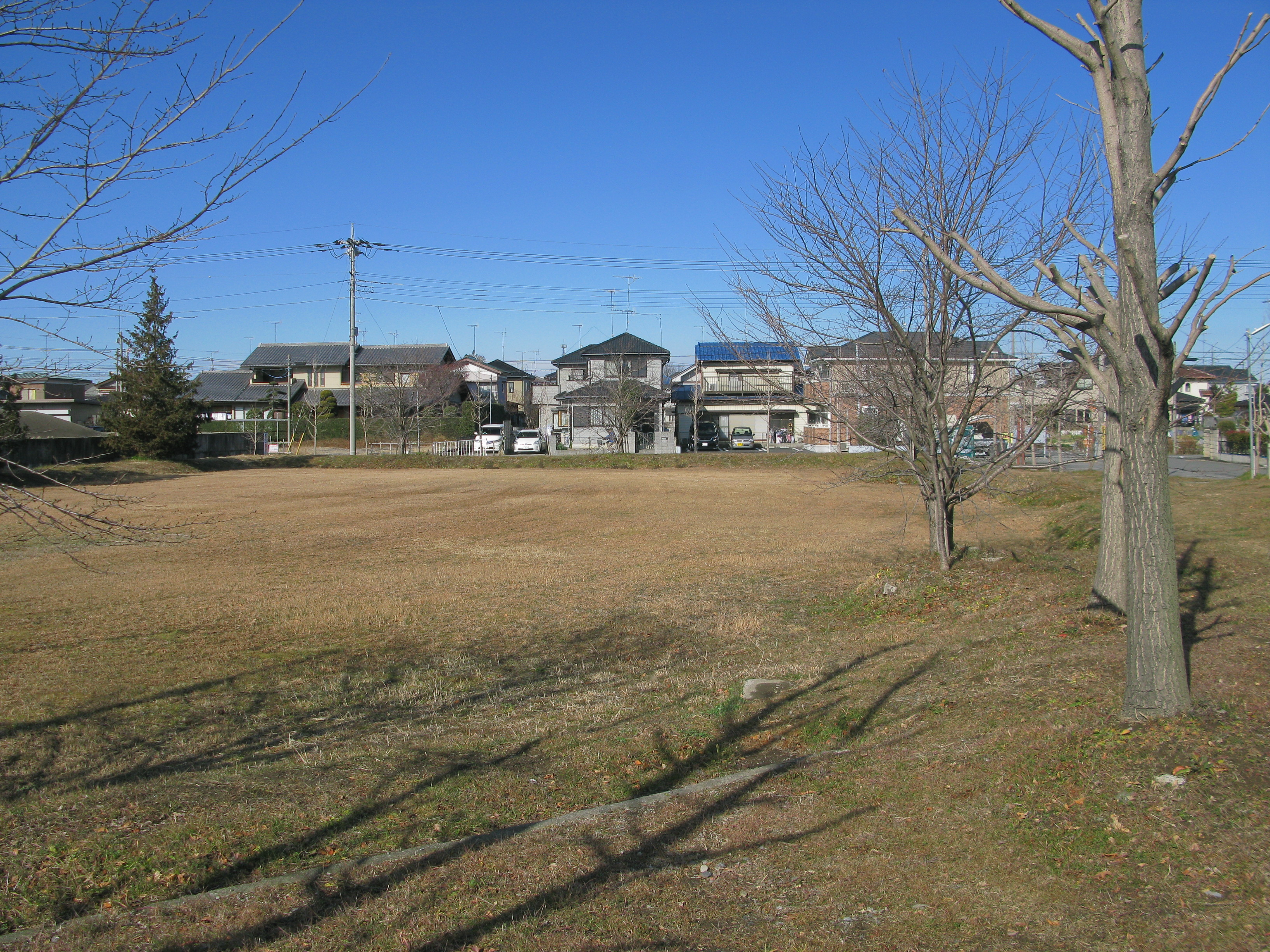
香林寺池跡（2012年2月）

香林寺池（こうりんじいけ）は、埼玉県加須市旗井（大利根地域）に所在していた池である。

## 概要
この香林寺池は1749年（寛延2年）に所在地付近の河川が決壊していることから、その時の決壊口跡と伝えられている。名称の由来は北方に所在している「香林寺」にちなんだものである。戦後になり次第に池は埋め立てられていき、今日では池沼として残っていた部分も埋め立てられ、1999年（平成11年）には「香林寺池 風の子公園」として整備され現在に至っている。南東方には宝治戸池が所在している。
池の所在していた付近はかつての利根川旧流路の一つである浅間川の流路跡であり、香林寺池はこの浅間川の左岸（西側）周辺に該当する。浅間川はかつての埼玉郡（後の北埼玉郡）と葛飾郡（後の北葛飾郡）の境界を成していた河川であった。このため浅間川が締め切られた後も流路跡が郡境を成していた。

## 所在地
- 〒349-1132
- 埼玉県加須市旗井字明神

座標: 北緯36度08分39秒 東経139度41分42秒 / 北緯36.144197度 東経139.694958度